# Loudun
Loudun és un municipi francès situat al departament de la Viena i a la regió de la Nova Aquitània. L'any 2007 tenia 7.173 habitants.

## Demografia

### Població
El 2007 la població de fet de Loudun era de 7.173 persones. Hi havia 3.228 famílies de les quals 1.168 eren unipersonals (452 homes vivint sols i 716 dones vivint soles), 1.028 parelles sense fills, 760 parelles amb fills i 272 famílies monoparentals amb fills.
La població ha evolucionat segons el següent gràfic:
Habitants censats

### Habitatges
El 2007 hi havia 3.875 habitatges, 3.276 eren l'habitatge principal de la família, 98 eren segones residències i 501 estaven desocupats. 2.931 eren cases i 896 eren apartaments. Dels 3.276 habitatges principals, 1.963 estaven ocupats pels seus propietaris, 1.240 estaven llogats i ocupats pels llogaters i 73 estaven cedits a títol gratuït; 123 tenien una cambra, 272 en tenien dues, 547 en tenien tres, 1.007 en tenien quatre i 1.327 en tenien cinc o més. 2.091 habitatges disposaven pel capbaix d'una plaça de pàrquing. A 1.594 habitatges hi havia un automòbil i a 1.085 n'hi havia dos o més.

### Piràmide de població
La piràmide de població per edats i sexe el 2009 era:
| Homes | Edats   | Dones |
| ----- | ------- | ----- |
| 8     | 95 o +  | 28    |
| 24    | 90 a 94 | 68    |
| 80    | 85 a 89 | 136   |
| 44    | 80 a 84 | 80    |
| 168   | 75 a 79 | 248   |
| 200   | 70 a 74 | 236   |
| 200   | 65 a 69 | 232   |
| 192   | 60 a 64 | 208   |
| 224   | 55 a 59 | 196   |
| 268   | 50 a 54 | 284   |
| 232   | 45 a 49 | 220   |
| 224   | 40 a 44 | 244   |
| 236   | 35 a 39 | 276   |
| 236   | 30 a 34 | 276   |
| 292   | 25 a 29 | 220   |
| 204   | 20 a 24 | 208   |
| 232   | 15 a 19 | 296   |
| 296   | 10 a 14 | 240   |
| 204   | 5 a 9   | 180   |
| 192   | 0 a 4   | 140   |

## Economia
El 2007 la població en edat de treballar era de 4.378 persones, 3.059 eren actives i 1.319 eren inactives. De les 3.059 persones actives 2.661 estaven ocupades (1.411 homes i 1.250 dones) i 398 estaven aturades (154 homes i 244 dones). De les 1.319 persones inactives 488 estaven jubilades, 423 estaven estudiant i 408 estaven classificades com a «altres inactius».

### Ingressos
El 2009 a Loudun hi havia 3.319 unitats fiscals que integraven 7.107 persones, la mediana anual d'ingressos fiscals per persona era de 15.753,5 €.

### Activitats econòmiques
Dels 467 establiments que hi havia el 2007, 7 eren d'empreses extractives, 12 d'empreses alimentàries, 6 d'empreses de fabricació de material elèctric, 5 d'empreses de fabricació d'elements pel transport, 35 d'empreses de fabricació d'altres productes industrials, 45 d'empreses de construcció, 126 d'empreses de comerç i reparació d'automòbils, 13 d'empreses de transport, 34 d'empreses d'hostatgeria i restauració, 5 d'empreses d'informació i comunicació, 26 d'empreses financeres, 12 d'empreses immobiliàries, 62 d'empreses de serveis, 53 d'entitats de l'administració pública i 26 d'empreses classificades com a «altres activitats de serveis».
Dels 114 establiments de servei als particulars que hi havia el 2009, 1 era una oficina d'administració d'Hisenda pública, 1 oficina del servei públic d'ocupació, 1 gendarmeria, 1 oficina de correu, 6 oficines bancàries, 18 tallers de reparació d'automòbils i de material agrícola, 2 tallers d'inspecció tècnica de vehicles, 2 autoescoles, 8 paletes, 11 guixaires pintors, 4 fusteries, 6 lampisteries, 4 electricistes, 11 perruqueries, 2 veterinaris, 4 agències de treball temporal, 16 restaurants, 9 agències immobiliàries, 3 tintoreries i 4 salons de bellesa.
Dels 64 establiments comercials que hi havia el 2009, 1 era un hipermercat, 2 supermercats, 2 grans superfícies de material de bricolatge, 2 botigues de més de 120 m², 1 una botiga de menys de 120 m², 6 fleques, 5 carnisseries, 1 una peixateria, 2 llibreries, 12 botigues de roba, 5 botigues d'equipament de la llar, 3 sabateries, 5 botigues d'electrodomèstics, 5 botigues de mobles, 2 botigues de material esportiu, 1 una botiga de material de revestiment de parets i terra, 2 drogueries, 2 joieries i 5 floristeries.
L'any 2000 a Loudun hi havia 53 explotacions agrícoles que ocupaven un total de 2.673 hectàrees.

## Equipaments sanitaris i escolars
El 2009 hi havia 1 hospital de tractaments de curta durada, 1 hospital de tractaments de mitja durada (seguiment i rehabilitació), 1 un hospital de tractaments de llarga durada, 1 psiquiàtric, 1 centre d'urgències, 5 farmàcies i 3 ambulàncies.
El 2009 hi havia 2 escoles maternals i 3 escoles elementals. A Loudun hi havia 2 col·legis d'educació secundària, 1 liceu d'ensenyament general i 1 liceu tecnològic. Als col·legis d'educació secundària hi havia 798 alumnes, als liceus d'ensenyament general n'hi havia 387 i als liceus tecnològics 304.

## Fills il·lustres
- Ismael Boulliau (1605-1694), astrònom.
- Anselme Vinée (1847-1921), compositor i musicògraf.

## Poblacions més properes
El següent diagrama mostra les poblacions més properes.